# Paweł Kawiecki
Paweł Kawiecki, né le 5 novembre 1981 est un escrimeur polonais, pratiquant le fleuret.

## Palmarès

### Championnats d'Europe
- 2013 à Zagreb
  -  Médaille d'argent en fleuret par équipes

### Championnats de Pologne
- en 2012:
  -  Champion de Pologne de fleuret